# محوطه هزار گورکان ۳
محوطه هزار گورکان ۳ در شهرستان سرباز، بخش سرباز، دهستان سرباز، شمال روستای کوه میتک واقع شده و این اثر در تاریخ ۲۷ اسفند ۱۳۸۶ با شمارهٔ ثبت ۲۲۷۰۴ به‌عنوان یکی از آثار ملی ایران به ثبت رسیده است.